# Thomas Ritz
Thomas Ritz (* 1971 in Bedburg) ist ein deutscher Informatiker, Wirtschaftswissenschaftler und Rektor der FH Aachen.

## Leben
Thomas Ritz hat Informatik und Wirtschaftswissenschaften an der Universität Bonn studiert. Anschließend war er bei der Universität Stuttgart und am Fraunhofer-Institut für Arbeitswirtschaft und Organisation als wissenschaftlicher Mitarbeiter beschäftigt. Seine Promotion erfolgte unter Hans-Jörg Bullinger.
Seit 2004 ist Thomas Ritz als Professor für Kommunikations- und Informationstechnik an der FH Aachen beschäftigt, zwischen 2016 und 2021 war er Dekan des Fachbereiches Elektrotechnik und Informationstechnik. Er ist Mitbegründer des European Center of Sustainable Mobility (ECSM) sowie des Instituts für Digitalisierung Aachen (IDA). Ab 2021 war er Prorektor für Forschung, Innovation und Transfer.
Ritz ist seit 2023 im Vorstand des Promotionskolleges NRW.
Im Mai 2024 wurde Thomas Ritz von der Hochschulversammlung der Fachhochschule Aachen zum Rektor und Nachfolger von Josef Rosenkranz gewählt, im August 2024 trat er das Amt an.
Er ist Vater einer Tochter.

## Werke
- mit Axel Benz und Michael Stender: Marktstudie mobile CRM-Systeme. Hrsg.: Fraunhofer-Institut für Arbeitswirtschaft und Organisation. Fraunhofer-IRB-Verlag, Stuttgart 2003, ISBN 978-3-8167-6361-1, S. 244.
- Institut für Arbeitswissenschaft und Technologiemanagement, Universität Stuttgart; Fraunhofer-Institut für Arbeitswirtschaft und Organisation (Hrsg.): Die werkzeuggestützte Produktion von personalisierten Informationsdienstleistungen. Jost-Jetter Verlag, Heimsheim 2004, ISBN 978-3-936947-23-6, S. 151.
- mit Sandra Bochmann: Prototyping tools for mobile applications. 1. Auflage. Steinbeis-Edition, Stuttgart 2013, ISBN 978-3-943356-45-8, S. 234.